# Cindy Daniel
Cindy Daniel, née le 6 mai 1986 à Montréal (Canada), est une chanteuse et actrice québécoise.

## Biographie
Originaire de Montréal, Cindy Daniel s'intéresse à la musique très jeune et commence à prendre des cours de chant et de piano afin d'entreprendre très tôt une carrière de chanteuse. Alors qu'elle n'a pas encore 16 ans, elle croise le chemin des dirigeants de l'étiquette Tox qui prennent sa carrière en main. À l'âge de 16 ans, elle enregistre son premier album, La petite indienne, qui paraît en 2002.
La même année, elle est retenue pour tenir le rôle d'Elvira dans la comédie musicale Don Juan, qui est présentée au Québec et en France. Au terme de la tournée, Mario Pelchat, avec qui elle chantait dans la comédie musicale, lui offre un contrat avec sa maison de production MP3.
En mars 2006, elle lance l'album J'avoue, qui est produit par Mario Pelchat et sur lequel elle cosigne six titres. Suivra en août 2008 son troisième opus, Le tout premier jour, toujours avec l'aide de Pelchat.
En 2009, avec Philippe Berghella, elle participe au spectacle intitulé Accro.
Depuis la parution de son dernier album et la tournée subséquente, elle demeure active en participant à divers projets, dont Quand le country dit bonjour.
En 2017 elle participe à l'émission télévisée La Voix, au Québec. Elle est concurrente dans l'équipe d'Éric Lapointe. Elle est éliminée lors des quarts de finale. Une polémique naît du fait qu'elle était professionnelle et qu'elle n'avait pas sa place dans le télécrochet selon certains téléspectateurs.

## Discographie
- 2002 : La petite Indienne
- 2006 : J'avoue
- 2008 : Le tout premier jour
- 2011 : Entre nous... dix ans déjà!